# Alma (cràter)
Alma és un cràter d'impacte en el planeta Venus de 16,8 km de diàmetre. Porta el nom d'un antropònim kazakh, i el seu nom va ser aprovat per la Unió Astronòmica Internacional el 1994.